# Pierre Vergeylen
Pierre Vergeylen, né le 3 novembre 1891 et mort en 1949 à Uccle, est un footballeur international belge actif durant les années 1910 et 1920. Il évolue durant toute sa carrière à l'Union saint-gilloise, où il occupe le poste de milieu de terrain. Il y remporte également deux titres de champion et une Coupe de Belgique.

## Carrière en club
Pierre Vergeylen fait ses débuts avec l'équipe première de l'Union saint-gilloise en 1911. Il devient rapidement un titulaire en milieu de terrain et après seulement six mois, il est déjà appelé en équipe nationale belge en janvier 1912. Lors de la saison 1912-1913, son club réalise le doublé championnat-Coupe de Belgique, dont il dispute la finale en intégralité. Après la fin de la Première Guerre mondiale, il retrouve sa place de titulaire et mène le club à un nouveau titre de champion de Belgique en 1923, dix ans après le précédent. Il reste présent dans l'équipe jusqu'à la fin de la décennie et prend sa retraite sportive en 1929, à presque 38 ans.

## Statistiques
| Saison                | Club                  | Championnat           | Championnat | Championnat | Coupe(s) nationale(s) | Coupe(s) nationale(s) | Total | Total |
| Saison                | Club                  | Division              | M.          | B.          | M.                    | B.                    | M.    | B.    |
| 1911-1912             | Union saint-gilloise  | Division 1            | -           | -           | 0                     | 0                     | 0     | 0     |
| 1912-1913             | Union saint-gilloise  | Division 1            | -           | -           | -                     | -                     | 0     | 0     |
| 1913-1914             | Union saint-gilloise  | Division 1            | -           | -           | -                     | -                     | 0     | 0     |
| 1919-1920             | Union saint-gilloise  | Division 1            | -           | -           | 0                     | 0                     | 0     | 0     |
| 1920-1921             | Union saint-gilloise  | Division 1            | -           | -           | 0                     | 0                     | 0     | 0     |
| 1921-1922             | Union saint-gilloise  | Division 1            | -           | -           | 0                     | 0                     | 0     | 0     |
| 1922-1923             | Union saint-gilloise  | Division 1            | -           | -           | 0                     | 0                     | 0     | 0     |
| 1923-1924             | Union saint-gilloise  | Division 1            | -           | -           | 0                     | 0                     | 0     | 0     |
| 1924-1925             | Union saint-gilloise  | Division 1            | -           | -           | 0                     | 0                     | 0     | 0     |
| 1925-1926             | Union saint-gilloise  | Division 1            | -           | -           | 0                     | 0                     | 0     | 0     |
| 1926-1927             | Union saint-gilloise  | Division 1            | -           | -           | -                     | -                     | 0     | 0     |
| 1927-1928             | Union saint-gilloise  | Division 1            | -           | -           | 0                     | 0                     | 0     | 0     |
| 1928-1929             | Union saint-gilloise  | Division 1            | -           | -           | 0                     | 0                     | 0     | 0     |
| Total sur la carrière | Total sur la carrière | Total sur la carrière | 1           | -           | -                     | -                     | 1     | 0     |

### Palmarès
- 2 fois champion de Belgique en 1913 et en 1923 avec l'Union saint-gilloise.
- Vainqueur de la Coupe de Belgique en 1913 avec l'Union saint-gilloise.

## Carrière en équipe nationale
Pierre Vergeylen compte une convocation et un match joué en équipe nationale belge. Celui-ci a lieu le 28 janvier 1912 lors d'un match amical en France et se solde par un partage 1-1. Il joue 56 minutes avant d'être remplacé.
Le tableau ci-dessous reprend toutes les sélections de Pierre Vergeylen. Le score de la Belgique est toujours indiqué en gras.
| Date       | Compétition  | Adversaire | Lieu       | Score | Remarque |
| ---------- | ------------ | ---------- | ---------- | ----- | -------- |
| 28/01/1912 | Match amical | France     | Saint-Ouen | 1-1   | 56e      |